# Styppeiochloa
Styppeiochloa es un género de plantas herbáceas perteneciente a la familia de las poáceas. Es originario del África tropical. Comprende 3 especies descritas y  aceptadas.

## Descripción
Son plantas perennes, densamente cespitosas (con vainas basales fibrosas y duras que forman  esteras resistentes al fuego). Los tallos de 10-70 cm de alto; herbáceas; no ramificadas arriba (nervudas, los nodos ocultos en la base). Vainas del culmo persistente (tomentoso, dividiéndose en fibras). Entrenudos  sólidos. Plantas desarmadas. Las hojas en su mayoría basales, o no agregadas,  lineales, estrechas; de 1 mm de ancho; setaceas (parecidas a los tallos), laminadas. Lígula con una franja de pelos de alrededor de 0,4 mm de largo. Contra-lígula ausente. Plantas bisexuales, con espiguillas bisexuales; con flores hermafroditas. Las inflorescencias paniculadas;  (escasas, las espiguillas adpresas a las ramas de la panícula).

## Taxonomía
El género fue descrito por Bernard De Winter y publicado en Bothalia 9: 134. 1966.
Etimología
El nombre del género deriva del griego stuppeion (fibra) y chloé (hierba), aludiendo a las duras partes fibrosas basales. 

## Especies
- Styppeiochloa catherineana Cope & Ryves
- Styppeiochloa gynoglossa (Goossens) De Winter
- Styppeiochloa hitchcockii (A.Camus) Cope